# Procanace aestuaricola
Procanace aestuaricola är en tvåvingeart som beskrevs av Ichiro Miyagi 1965. Procanace aestuaricola ingår i släktet Procanace och familjen Canacidae. Inga underarter finns listade i Catalogue of Life.